# بودیسم تبتی
بودیسم تبتی یا لامایی شاخه‌ای از مذهب بودایی و از رایجترین فلسفه‌های مذهبی در مناطق رشته‌کوه هیمالیا می‌باشداز جمله در کشورهای نپال، بوتان و هندوستان. بودیسم تبتی دین رسمی کشور بوتان است. پیروان این آیین در مغولستان و جنوب، غرب و شمال چین هم زندگی می‌کنند.
مکتب بودایی «لاماییسم» یا مکتب «کلاه زرد» در اوایل قرن پانزدهم شکل گرفت. بودائیان لامایی شهر لهاسا را به عنوان مرکز مقدس می‌دانند. حاکمان مذهبی تبت «دالای لاما» و «پنچن لاما» نام دارند. طبق اعتقادات روح بودا در جسم دالای لاما قرار دارد و پس از مرگ او در جسم یک پسر دیگر که متولد می‌شود وارد می‌گردد. واژه «دالایی» در زبان مغولی به معنی «اقیانوس» است و «لاما» به معنای معلم.
واژه لاما در حقیقت «بلا-ما» ست، با ساکن روی حرف «ب». این لقب، توسط مغولهای مهاجم به سرزمین تبت، به بزرگان بودایی داده شد و نشانی است از احترام آن‌ها به آیین بودا و رهبران آن.

## دفن باز (دفن آسمانی)
بوداییان تبتی بر این باورند که بدنی که پس از مرگ باقی می‌ماند. دارای هیچ اهمیتی نیست. پس اگر از آن به نحو خوبی استفاده شود. آنگاه صاحب آن، از چنین طرز کاربردی سود خواهد برد. در نظر بوداییان تبتی این عمل یعنی دادن بدن شخص فوت شده به عنوان غذا به دیگر جانواران زنده یا ساختن اشیاء مذهبی از استخوان‌های آن جسد، یک عمل سخاوتمندانه بزرگ به‌شمار می‌آیید که از همه لحاظ منفعت دارد.

### روش
در این حالت بدن متوفی قطعه قطعه می‌شود و برای استفاده لاشخوران در فضای باز قرار می‌گیرد بعد از اینکه گوشتهای بدن شخص فوت شده خورده شدن در اکثر مواقع استخوان‌های اجساد را جمع کرده و بعد تمیز می‌کنند؛ و در نهایت یا آن‌ها را دفن کرده یا از آن‌ها برای ساخت اشیاء مذهبی استفاده می‌کنند